# Bobby Rahal
Robert Woodward „Bobby” Rahal (ur. 10 stycznia 1953 roku w Medinie) – amerykański kierowca wyścigowy.

## Początek kariery
Karierę wyścigową rozpoczął w 1970 roku. W drugiej połowie lat 70. startował w kanadyjskiej i amerykańskiej Formule Atlantic, by w 1978 roku przenieść się do Europy. Występował w Formule 3 w zespole Waltera Wolfa, co jednocześnie umożliwiło mu dwa starty w Formule 1 w dodatkowym samochodzie Wolfa wystawionym przy okazji Grand Prix USA (dwunaste miejsce) oraz Kanady (nie ukończył).
W 1979 roku startował w Formule 2, zajmując jedenastą pozycję w klasyfikacji Mistrzostw Europy. W połowie sezonu powrócił do Ameryki, gdzie przez następne dwa lata występował w serii Can-Am oraz IMSA GT. W 1981 roku zajął trzecie miejsce w punktacji Mistrzostw Świata Prototypów FIA.

## CART
W 1982 roku zadebiutował w serii CART, gdzie zanotował największe sukcesy. Już w swoim pierwszym sezonie zdobył tytuł wicemistrzowski w barwach zespołu Truesports, wygrywając dwa wyścigi. W kolejnych latach tylko spora awaryjność samochodów pozbawiła go szans na końcowy triumf, ale w 1986 roku wreszcie dopiął swego, pokonując Michaela Andrettiego o cztery punkty. 
W trakcie sezonu odniósł także prestiżowe zwycięstwo w Indianapolis 500, zaledwie kilka dni przed śmiercią szefa zespołu Truesports, Jima Truemana. W tym wyścigu objął prowadzenie na dwa okrążenia przed metą, wyprzedzając Kevina Cogana tuż po zakończeniu fazy neutralizacji spowodowanej piruetem Arie Luyendyka.
W 1987 roku zdobył drugi tytuł mistrzowski, ponownie zostawiając w pokonanym polu Michaela Andrettiego, lecz w kolejnym sezonie zespół Truesports, używający silników Judda, nie mógł nawiązać walki z jednostkami napędowymi Chevroleta w konkurencyjnych ekipach Penske Racing oraz Newman/Haas Racing. Na torze Pocono International Raceway zanotował jedyne zwycięstwo silnika Judd w historii CART.
W 1989 przeniósł się do Kraco Enterprises, który w kolejnym sezonie połączył się z ekipą Ricka Gallesa. Po kilku słabszych sezonach, w 1991 roku, ponownie włączył się do walki o mistrzostwo, tym razem przegrywając z Michaelem Andrettim, lecz zrewanżował się w 1992 roku, zdobywając swój trzeci i zarazem ostatni tytuł. W tym sezonie reprezentował już barwy własnego zespołu, Rahal/Hogan, którego współwłaścicielem był Carl Hogan.
Mimo sukcesu w 1992 roku, końcowe lata kariery Rahala przebiegały pod znakiem braku stabilizacji. Zespół używał silników Hondy, Mercedesa oraz Forda, ale odniósł tylko dwa zwycięstwa (oba na torze Mazda Raceway Laguna Seca autorstwa Bryana Herty).
Zakończył karierę w 1998 roku i skoncentrował się na prowadzeniu własnego zespołu, którego nowym współwłaścicielem został David Letterman. W 2000 roku przez kilka miesięcy pełnił rolę Dyrektora Wykonawczego CART, by później objąć podobną funkcję w zespole Formuły 1, Jaguar Racing.
W połowie 2001 roku zrezygnował z posady w Jaguarze i powrócił do zarządzania własnym zespołem, występującym w CART, a od 2003 roku w Indy Racing League. Jednocześnie wystawiał samochód w Toyota Atlantic, gdzie jego kierowcą była m.in. Danica Patrick, której umożliwił debiut w IndyCar w 2005 roku.
Największy sukces jako właściciel odniósł w 2004 roku, gdy Buddy Rice triumfował w Indianapolis 500. Zespół Rahal Letterman Racing kontynuował występy w pełnym wymiarze do 2008 roku, ale problemy ze sponsorami spowodowały, że w 2009 roku pojawił się tylko przy okazji Indianapolis 500.
Obok IndyCar, Racing Letterman Racing występuje w cyklu American Le Mans Series, gdzie używa prototypów BMW.

## Starty w Indianapolis 500
| Rok  | Nadwozie    | Silnik         | Start | Wynik | Uwagi                  |
| ---- | ----------- | -------------- | ----- | ----- | ---------------------- |
| 1982 | March       | Cosworth       | 17    | 11    | Silnik                 |
| 1983 | March       | Cosworth       | 6     | 20    | Chłodnica              |
| 1984 | March       | Cosworth       | 18    | 7     |                        |
| 1985 | March       | Cosworth       | 3     | 27    | Turbosprężarka         |
| 1986 | March       | Cosworth       | 4     | 1     |                        |
| 1987 | Lola        | Cosworth       | 2     | 26    | Zapłon                 |
| 1988 | Lola        | Judd           | 18    | 5     |                        |
| 1989 | Lola        | Cosworth       | 7     | 26    | Zawór silnika          |
| 1990 | Lola        | Chevrolet      | 4     | 2     |                        |
| 1991 | Lola        | Chevrolet      | 4     | 19    | Silnik                 |
| 1992 | Lola        | Chevrolet      | 10    | 6     |                        |
| 1993 | Rahal/Hogan | Chevrolet      |       |       | Nie zakwalifikował się |
| 1994 | Penske      | Ilmor          | 28    | 3     |                        |
| 1995 | Lola        | Ilmor-Mercedes | 21    | 3     |                        |

## Życie prywatne
W latach 1980–2003 żonaty z Kanadyjką Debi, którą poznał w trakcie występów w tamtejszej Formule Atlantic. Ma czworo dzieci (dwoje adoptowanych). Jeden z synów, Graham, również jest kierowcą wyścigowym, obecnie występującym w serii IndyCar.